# Fairfax (Ohio)
Pour les articles homonymes, voir Fairfax.
Fairfax est un village américain situé dans le comté de Hamilton, dans l'Ohio. Selon le recensement de 2010, sa population est de 1 699 habitants.